# Le Pin, Calvados
Le Pin är en kommun i departementet Calvados i regionen Normandie i norra Frankrike. Kommunen ligger i kantonen Lisieux 1er Canton som ligger i arrondissementet Lisieux. År 2022 hade Le Pin 806 invånare.

## Befolkningsutveckling
Antalet invånare i kommunen Le Pin
Referens:INSEE